# Helene Maimann

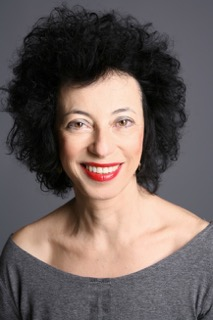
Helene Maimann (2013)

Helene Maimann (* 1947 in Wien) ist eine österreichische Historikerin, Autorin, Ausstellungs- und Filmemacherin.

## Leben
Nach dem Studium der Geschichte, Germanistik und Philosophie an der Universität Wien promovierte Maimann 1973 mit einer Arbeit über das österreichische Exil, die 1975 unter dem Titel Politik im Wartesaal. Österreichische Exilpolitik in Großbritannien 1938–1945 veröffentlicht wurde. Zwischen 1980 und 1994 war sie Lektorin an den Universitäten Wien und Salzburg, sowie Gastprofessorin an der TU Wien. Maimann leitete in den 1980er Jahren mehrere große Ausstellungen zur österreichischen Zeitgeschichte:
- 1981: Mit uns zieht die neue Zeit. Arbeiterkultur in Österreich 1918–1934.
- 1984: Die Kälte des Februar. Österreich 1934–1938.
- 1985: Der Zug der Zeit. Österreichische Zeitgeschichte 1945–1985.
- 1988: Die ersten hundert Jahre. Österreichische Sozialdemokratie 1888–1988.

Die Ausstellungen erregten durch die Orte ihrer Präsentation – eine Straßenbahnremise, ein kompletter Eisenbahnzug und einer der vier Gasometer in Wien-Simmering – ebenso Aufsehen wie durch ihre avantgardistische und alle Medien einbeziehende Gestaltung.
Nach langjähriger Tätigkeit für die Ludwig Boltzmann Gesellschaft arbeitete Maimann ab 1991 als Redakteurin für den ORF und war dort von 1995 bis 2006 für die Dokumentarfilm-Leisten Nightwatch, Brennpunkt und DOKUmente verantwortlich. Daneben publizierte Maimann zahlreiche Artikel und Bücher und kuratierte 2005 in der Republik-Ausstellung Das Neue Österreich im Wiener Belvedere die Themen „Nationalsozialismus“ und „Exil“.
Maimann arbeitet seit 2008 vor allem als Filmemacherin und Autorin und unterrichtet an der Filmakademie Wien.
Für den Radiosender Ö1 gestaltete Maimann zahlreiche Features und führte Gespräche unter anderem mit Eric Hobsbawm, Amos Oz (2007), Gerald Stourzh (2009), Lotte Tobisch und Renée Schroeder (2013). 2010 wurde ihr Dokumentarfilm Die Sterne verlöschen nicht. Überleben im Versteck beim Jüdischen Filmfestival Zagreb gezeigt. 2014 erlebte der Film Arik Brauer. Eine Jugend in Wien beim Jüdischen Filmfestival Wien seine Weltpremiere, wie auch ein Jahr später Der Riss der Zeit.
Helene Maimann erhielt 2011 den Dr.-Karl-Renner-Publizistikpreis und  2013 das Ehrenkreuz für Wissenschaft und Kunst der Republik Österreich. 2017 wurde ihr der Käthe-Leichter-Staatspreis für Frauenforschung, Geschlechterforschung und Gleichstellung der Arbeitswelt verliehen. 2019 wurde ihr der Axel-Corti-Preis zuerkannt. 2023 wurde ihr das Große Ehrenzeichen für Verdienste um die Republik Österreich verliehen.

## Filmografie
- 1994: Uncle Sam und Bruder Wanja. Das Erbe der Befreiung Europas
- 1998: Ein Stern fällt. Die Joseph Schmidt-Story
- 1999: Freuds Welt
- 2000: Das Jahrhundert der Frauen.
- 2000: Bruno Kreisky. Licht und Schatten einer Ära (gemeinsam mit Paul Lendvai)
- 2003: Ich atme, singe, lache und weine
- 2004: Gefährliche Himmel. Der Bombenkrieg über Österreich
- 2005: Die Sterne verlöschen nicht. Überleben im Versteck
- 2007: Gefillte Fisch und Baba Ganusch. Eine jüdische Koch-Show
- 2008: Hannes Androsch. Ein politisches Porträt
- 2008: Himmlische Lust und koscherer Sex Oder Was Sie schon immer über Liebe und Ehe bei den Juden wissen wollten[5]
- 2009: Bar Mizwa heißt erwachsen werden
- 2010: Fasten. Eine Reise ins Freie
- 2011: Bruno Kreisky. Politik und Leidenschaft
- 2011: Massel und Schlamassel. Über den jüdischen Witz
- 2012: Die Zeit, die uns bleibt
- 2012: Arik Brauer. Eine Jugend in Wien
- 2014: Arik Brauer. Eine Jugend in Wien (Kinofassung)
- 2015: Der Riss der Zeit. Die Vertreibung von Intelligenz und Kultur
- 2016: Käthe Leichter. Eine Frau wie diese
- 2017: Käthe Leichter. A Woman Like That
- 2018: Die Coudenhove-Kalergis. Europa im Herzen, zuhause in der Welt

## Publikationen
- 2023: Der leuchtende Stern: Wir Kinder der Überlebenden, Paul-Zsolnay-Verlag, Wien 2023, ISBN 978-3-552-07279-4.